# Mutzberg
Mutzberg ist eine Hofschaft im Norden der bergischen Großstadt Wuppertal.

## Lage und Beschreibung

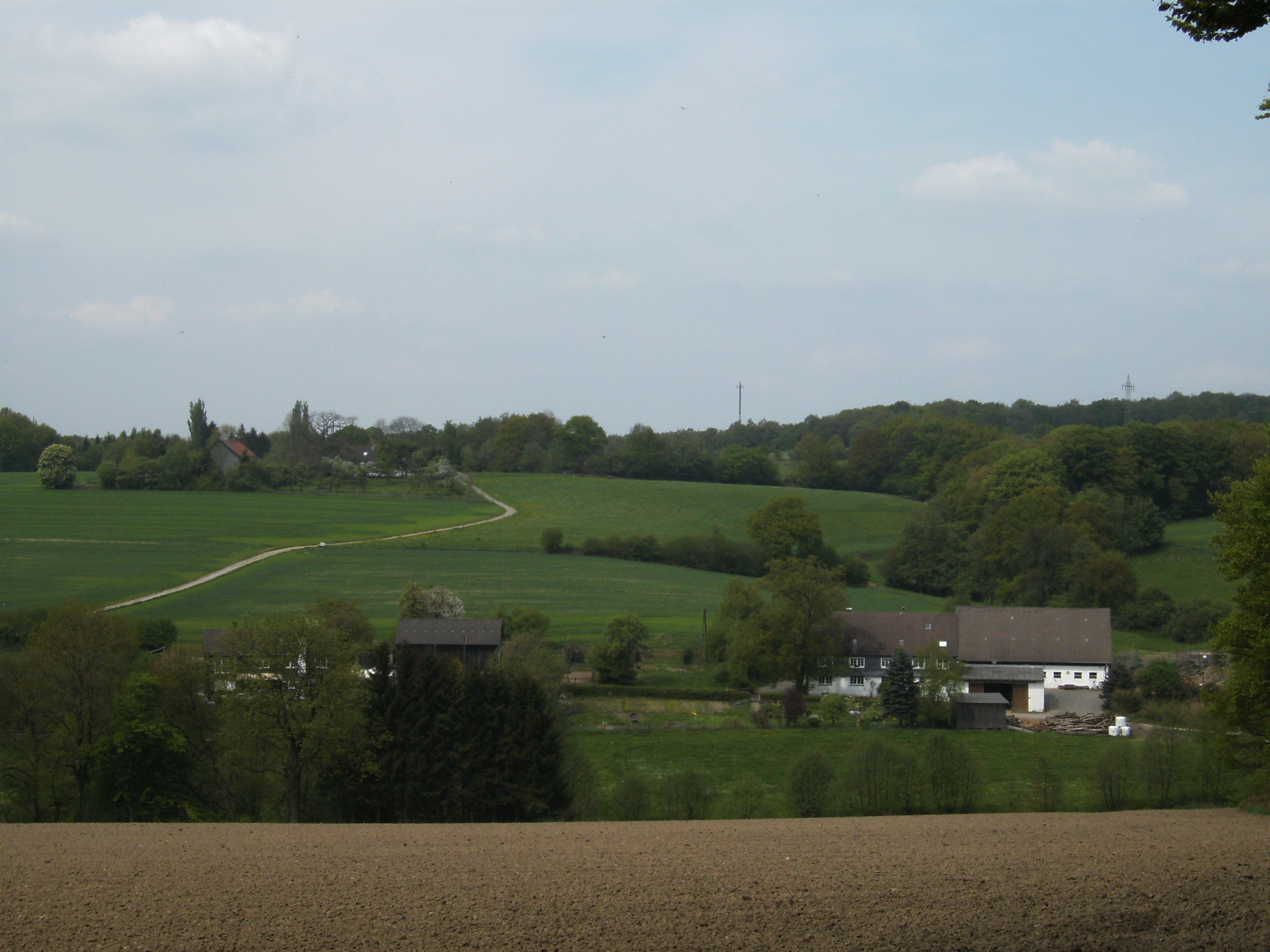
Ansicht von Saurenhaus (unten rechts) und Mutzberg (oben links)

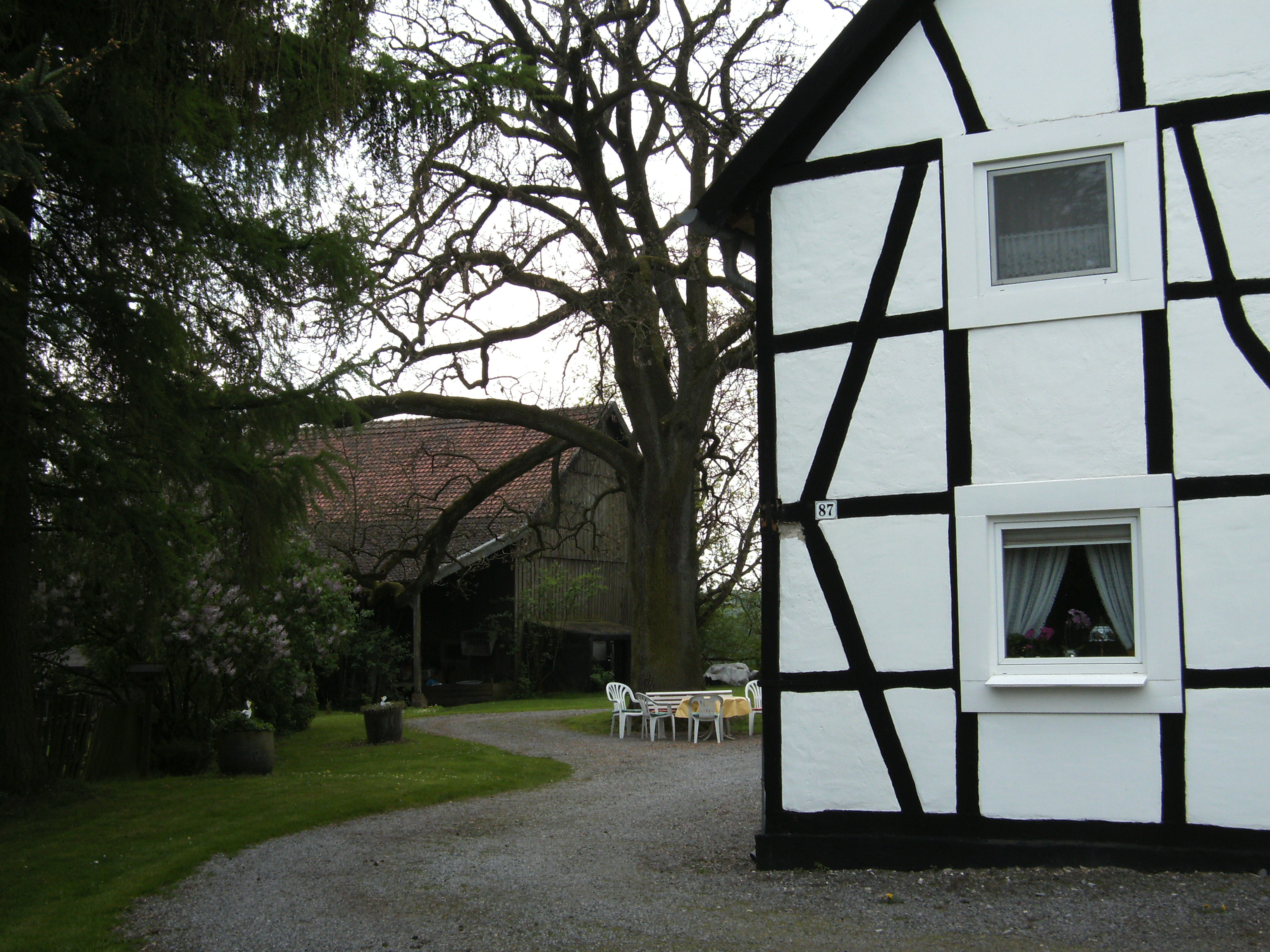
Mutzberg

Die Hofschaft liegt im Westen des Wohnquartiers Dönberg im Stadtbezirk Uellendahl-Katernberg auf einer Höhe von 268 m ü. NHN auf einer Anhöhe oberhalb des Hardenberger Bachs. 
Benachbarte Orte sind neben Dönberg die Höfe und Ortslagen Schmürsches, Schimmelshaus, Bruch, Brunnenhäuschen, Grüntal, Junkernbruch, Jommerhönschen, Siebeneick, Saurenhaus, Knorrsiepen, Langenkamp, Dümpel, Engelshaus, Jungenholz und Grades. Südlich befindet sich die Erhebung Woltersberg im Waldgebiet Große Busch/An Woternocken. 
Der Wuppertaler Rundweg führt durch Mutzberg hindurch.

## Geschichte
Mutzberg wurde erstmals 1500 als Muyßberg in einem Vertrag über das Gut auf dem Heidacker urkundlich erwähnt und gehörte im Spätmittelalter zum Bereich des Herzogtums Berg. In der frühen Neuzeit ist die Zugehörigkeit als Manßberg zur Hardenberger Bauerschaft Oberste Siebeneick beurkundet.
Im 19. Jahrhundert gehörte Mutzberg zu der Bauerschaft Obensiebeneick und der Kirchengemeinde Dönberg in der Bürgermeisterei Hardenberg, die 1935 in Neviges umbenannt wurde. Damit gehörte es von 1816 bis 1861 zum Kreis Elberfeld und ab 1861 zum alten Kreis Mettmann. 
Mit der Kommunalreform von 1929 wurde der südöstliche Teil von Obensiebeneick abgespalten und zusammen mit südlichen Dönberger Ortschaften in die neu gegründete Stadt Wuppertal eingemeindet, der Rest Obensiebeneicks um Mutzberg verblieb zunächst bei Neviges. Durch die nordrhein-westfälische Gebietsreform kam Neviges mit Beginn des Jahres 1975 zur Stadt Velbert und Obensiebeneick wurde ebenfalls Wuppertal eingemeindet.